# Adolphe Ganot
Adolphe Ganot, cuyo nombre completo era Pierre Binjamin Adolphe Ganot (Rochefort, 1804-París, 1887), fue un escritor y editor francés, que se encargó de la publicación de libros sobre física.
Sus libros de texto, escritos durante la segunda mitad del siglo XIX, «contribuyeron de manera decisiva a la enseñanza de la física a escala internacional». Su famoso Traité élémentaire de physique expérimentale et appliquée et le Cours de Physique purement expérimentale se empleó tanto en Francia como en el extranjero como manual de base para la enseñanza.